# Imoralistul
Imoralistul este un roman psihologic scris de autorul francez André Gide.

## Sumar
Romanul este construit ca o scrisoare, adresată fratelui naratorului, "D.R.". Naratorul, necunoscut, este unul dintre cei trei prieteni ai protagonistului, împreună cu Denis și Daniel. În această scrisoare este inclusă narațiunea lui Michel.
Cu trei ani în urmă Michel, orfan de mamă, se căsătorește cu Marcelline pentru a-și mulțumi tatăl, care este pe patul de moarte. Michel admite că nu o iubește pe Marcelline, dar de vreme ce nu a iubit nicio altă femeie nu consideră asta un impediment. Treptat se simte copleșit de milă pentru ea și intră într-o stare de confuzie, dar pe măsură ce încep să vorbească acesta începe să o aprecieze mai mult. La scurt timp ajung în Tunis.
Pe drum, unde Michel se îmbolnăvește de tuberculoză. Acesta încearcă să ascundă ceea ce consideră o simplă răceală de Marcelline, însă la scurt timp ajunge să scuipe sânge și cade într-o stare febrilă. Marcelline îl îngrijește cu devotament și după ce ajung la Biskra acesta începe să-și revină. Marcelline începe să aducă tineri băieți arabi pentru a-l înveseli, printre care Bachir.

## Personaje
- Michel
- Marceline este descrisă ca fiind foarte frumoasă, blondă și oarecum robustă.
- Menalque
- Bachir

## Adaptare
Cartea a fost adaptată în 1954 sub forma unui spectacol pe Broadway cu Louis Jourdan și Geraldine Page în rolurile principale și James Dean ca Bachir. Spre deosebire de roman, personajul principal este un arheolog homosexual care încearcă să-și ignore natura măritându-se cu Marcelline. 
Piesa a câștigat „Premiul Donaldson” la categoria „cel mai bun actor”.